# Провулок Гната Хоткевича (Київ)
Прову́лок Гна́та Хотке́вича — провулок у Дніпровському і Деснянському районах міста Києва, житловий масив Соцмісто. Пролягає від вулиці Гната Хоткевича до Віскозної вулиці.
Прилучається вулиця Якова Гніздовського.

## Історія
Провулок виник у 1950-х роках під назвою Нова вулиця. У 1955 році отримав назву Червоногвардійський провулок на честь Червоної гвардії. У 1962 році частину провулка приєднано до Віскозної вулиці, після чого він набув теперішніх меж.
У 1978 році провулок був офіційно ліквідований, однак фактично продовжив існувати.
Сучасна назва на честь українського письменника, історика, бандуриста, композитора та мистецтвознавця Гната Хоткевича — з 2016 року.